# Leonel Vangioni
Leonel Jesús Vangioni (Villa Constitución, Santa Fe, 5 de mayo de 1987) es un futbolista argentino. Juega como lateral o volante izquierdo y su equipo actual es Quilmes de la Primera Nacional. Ha sido internacional con la selección argentina.

## Trayectoria

### Riberas del Paraná
Jugó en las inferiores del club de la ciudad santafesina de Villa Constitución.

### Newell's Old Boys
Debutó con la camiseta de Newell's Old Boys de Rosario en la fecha 14 del Torneo Apertura 2006 en la derrota 1-0 frente a Independiente. Convirtió su primer gol en la primera fecha del Torneo Apertura 2007 frente a San Lorenzo en la victoria 1-0.

### River Plate
El 20 de diciembre de 2012 se confirmó su traspaso a River Plate, de Argentina, por la suma de 1,8 millones de dólares a cambio del 80% del pase y los derechos federativos del jugador. Luego de unas semanas, el jugador fue presentado oficialmente como jugador de River Plate, con la camiseta número 21, mientras los diarios deportivos lo consideraban "Uno de los mejores defensores que posee River Plate".
Debutó con la camiseta de River el 19 de enero de 2013 en el segundo partido de River en la pretemporada de la Copa Centenario Liga Marplatense de Fútbol enfrentándose nada más ni nada menos que a Boca Juniors. Durante el partido se ganó el cariño de la gente de a poco y asistió a su compañero de equipo Rodrigo Mora, empezando su carrera en el club de Núñez con una victoria por 2 a 0. En su debut oficial marcó su primer gol en River Plate frente a Belgrano en la victoria por 2-1 por la primera fecha del Torneo Final 2013. Marcó su segundo gol frente a Atlético de Rafaela en la victoria de su equipo 3-0 en la decimoquinta fecha del mismo torneo. Tres fechas después volvería a marcar en la derrota 1-5 de su equipo frente a Lanús. Al siguiente partido le marcó un gol a San Martín de San Juan en la victoria 3-1. Marcó el 1-0 parcial frente a Belgrano de Córdoba luego de un pase de Ariel Rojas, en la final victoria por 3-0 correspondiente a la decimosegunda fecha del Torneo Transición 2014.
El mismo año, en el segundo semestre, obtuvo la Copa Sudamericana.
En el verano de 2015, consiguió otro título con el conjunto de Nuñez, ganó la Recopa Sudamericana frente San Lorenzo de Almagro, siendo decisivo ya que, en el partido de vuelta en el Nuevo Gasómetro, a los 40 PT salvaría a su equipo sacando una pelota con la espalda al jugador de San Lorenzo dejando así seguir con el resultado parcial de 0-0 para terminar ganando River Plate 0-1 (global de 0-2) coronándose campeón.
En 2015, ganó el título más importante con la camiseta de River. Fue campeón de la Copa Libertadores y de esta manera se convirtió en un jugador muy importante en la historia de River, ya que es parte de un plantel histórico y no solo con eso fue decisivo en dos partidos, River 0-1 Cruzeiro, sacando de la línea lo que sería en ese momento el 0-1 parcial para cruzeiro y también en la final de vuelta después de un caño tiraría un centro asistiendo así a Lucas Alario para el 1-0 parcial a favor de river.
A mediados de 2016 Vangioni finalizó su vínculo con River para emigrar al fútbol Europeo terminando en muy malos términos con la dirigencia más no con el hincha que recuerda sobre todos los Superclasicos contra Boca donde Vangioni siempre sobre salió por su carácter y dureza en esos partidos.

### AC Milan
Vangioni firmó contrato con el Milan y el 16 de enero de 2017 debutó con el conjunto italiano, en el empate 2-2 frente al Torino FC, ingresando en el minuto 85 por Davide Calabria. Disputó 15 partidos con la camiseta lombarda.

### C. F. Monterrey
En julio del 2017 Vangioni se convirtió en un nuevo refuerzo del Club Monterrey de la Primera División de México. Allí ganó la Liga de Campeones de la Concacaf 2019 a pesar de sólo jugar el partido de ida. El 14 de diciembre de 2019 en el partido contra el Al-Sadd de Catar en el Mundial de Clubes de 2019 anotó un gol con un disparo desde un cuarto de cancha. El 29 de diciembre de 2019, por el Torneo Apertura, anotó el cuarto gol en la tanda de penales, ganando la gran final ante el América en el Estadio Azteca.

## Selección nacional
Debutó con la Selección Argentina (selección local) en el año 2009 bajo el mando del entrenador Diego Armando Maradona, en un amistoso contra Ghana. El partido lo ganaría Argentina 2-0.
En el año 2012, con Alejandro Sabella como entrenador, participó del Superclásico de las Américas, en el cual Argentina resultó vencido en la tanda de penales tras la derrota 2-1 en la ida en Brasil y la victoria por el mismo resultado del equipo albiceleste en la vuelta en Argentina.
Fue nuevamente citado al seleccionado en octubre de 2014, esta vez por el entrenador Gerardo Martino, para los amistosos contra Brasil y Hong Kong, siendo titular y jugando los 90 minutos frente al combinado asiático, partido que a la postre terminara 7-0 a favor del elenco albiceleste.

### Detalle de partidos
| 2009-09-30 | Córdoba      | Argentina  | 2-0 | Ghana     | Amistoso     | 0 | 0 |
| 2012-11-21 | Buenos Aires | Argentina  | 2-1 | Brasil    | Amistoso     | 0 | 0 |
| 2014-10-14 | Wanchai      | Hong Kong  | 0-7 | Argentina | Amistoso     | 0 | 1 |
| Total      |              | Presencias | 3   |           | Estadísticas | 0 | 1 |

## Estadísticas
- Actualizado hasta el 18 de mayo de 2025.

| Club | Div.                | Temporada           | Liga  | Liga  | Liga   | Copas Nacionales(1) | Copas Nacionales(1) | Copas Nacionales(1) | Torneos Internacionales(2) | Torneos Internacionales(2) | Torneos Internacionales(2) | Total | Total | Total  |
| Club | Div.                | Temporada           | Part. | Goles | Asist. | Part.               | Goles               | Asist.              | Part.                      | Goles                      | Asist.                     | Part. | Goles | Asist. |
| --- | ------------------- | ------------------- | ----- | ----- | ------ | ------------------- | ------------------- | ------------------- | -------------------------- | -------------------------- | -------------------------- | ----- | ----- | ------ |
| Newell's Old Boys Argentina | 1.ª                 | 2006-07             | 8     | 0     | 1      | -                   | -                   | -                   | 0                          | 0                          | 0                          | 8     | 0     | 1      |
| Newell's Old Boys Argentina | 1.ª                 | 2007-08             | 32    | 1     | 3      | -                   | -                   | -                   | -                          | -                          | -                          | 32    | 1     | 3      |
| Newell's Old Boys Argentina | 1.ª                 | 2008-09             | 34    | 5     | 5      | -                   | -                   | -                   | -                          | -                          | -                          | 34    | 5     | 5      |
| Newell's Old Boys Argentina | 1.ª                 | 2009-10             | 31    | 1     | 6      | -                   | -                   | -                   | 2                          | 0                          | 1                          | 33    | 1     | 7      |
| Newell's Old Boys Argentina | 1.ª                 | 2010-11             | 13    | 0     | 2      | -                   | -                   | -                   | 2                          | 0                          | 0                          | 15    | 0     | 3      |
| Newell's Old Boys Argentina | 1.ª                 | 2011-12             | 27    | 0     | 2      | -                   | -                   | -                   | -                          | -                          | -                          | 27    | 0     | 5      |
| Newell's Old Boys Argentina | 1.ª                 | 2012                | 18    | 2     | 1      | -                   | -                   | -                   | -                          | -                          | -                          | 18    | 2     | 4      |
| Newell's Old Boys Argentina | 1.ª                 | 2022                | 7     | 0     | 0      | 8                   | 0                   | 1                   | -                          | -                          | -                          | 15    | 0     | 1      |
| Newell's Old Boys Argentina | 1.ª                 | 2023                | 1     | 0     | 0      | 7                   | 0                   | 0                   | 2                          | 0                          | 0                          | 10    | 0     | 0      |
| Newell's Old Boys Argentina | 1.ª                 | 2024                | 9     | 0     | 0      | 8                   | 0                   | 0                   | -                          | -                          | -                          | 17    | 0     | 0      |
| Newell's Old Boys Argentina | Total               | Total               | 180   | 9     | 20     | 23                  | 0                   | 1                   | 6                          | 0                          | 1                          | 209   | 9     | 22     |
| River Plate Argentina |                     |                     |       |       |        |                     |                     |                     |                            |                            |                            |       |       |        |
| 1.ª | 2013                | 18                  | 4     | 0     | 0      | 0                   | 0                   | -                   | -                          | -                          | 18                         | 4     | 0     |        |
| 1.ª | 2013-14             | 34                  | 0     | 2     | 1      | 0                   | 0                   | 6                   | 0                          | 0                          | 41                         | 0     | 2     |        |
| 1.ª | 2014                | 15                  | 1     | 2     | 1      | 0                   | 0                   | 8                   | 0                          | 1                          | 24                         | 1     | 3     |        |
| 1.ª | 2015                | 14                  | 0     | 1     | 3      | 0                   | 0                   | 16                  | 0                          | 1                          | 33                         | 0     | 2     |        |
| 1.ª | 2016                | 9                   | 0     | 0     | 0      | 0                   | 0                   | 4                   | 0                          | 1                          | 13                         | 0     | 1     |        |
| Total | Total               | 90                  | 5     | 5     | 5      | 0                   | 0                   | 34                  | 0                          | 3                          | 129                        | 5     | 8     |        |
| Milan · Italia |                     |                     |       |       |        |                     |                     |                     |                            |                            |                            |       |       |        |
| 1.ª | 2016-17             | 15                  | 0     | 0     | 0      | 0                   | 0                   | -                   | -                          | -                          | 15                         | 0     | 0     |        |
| Total | Total               | 15                  | 0     | 0     | 0      | 0                   | 0                   | 0                   | 0                          | 0                          | 15                         | 0     | 0     |        |
| Monterrey · México |                     |                     |       |       |        |                     |                     |                     |                            |                            |                            |       |       |        |
| 1.ª | 2017-18             | 26                  | 1     | 2     | 5      | 0                   | 0                   | -                   | -                          | -                          | 31                         | 1     | 2     |        |
| 1.ª | 2018-19             | 33                  | 1     | 3     | 4      | 0                   | 0                   | 4                   | 0                          | 0                          | 41                         | 1     | 3     |        |
| 1.ª | 2019-20             | 19                  | 0     | 0     | 1      | 1                   | 0                   | 2                   | 1                          | 0                          | 22                         | 2     | 0     |        |
| Total | Total               | 78                  | 2     | 5     | 10     | 1                   | 0                   | 6                   | 1                          | 0                          | 94                         | 4     | 5     |        |
| Libertad Paraguay |                     |                     |       |       |        |                     |                     |                     |                            |                            |                            |       |       |        |
| 1.ª | C-2020              | 4                   | 0     | 0     | -      | -                   | -                   | -                   | -                          | -                          | 4                          | 0     | 0     |        |
| 1.ª | A-2021              | 4                   | 0     | 1     | -      | -                   | -                   | 6                   | 0                          | 2                          | 10                         | 0     | 3     |        |
| 1.ª | C-2021              | 11                  | 0     | 2     | -      | -                   | -                   | 4                   | 0                          | 0                          | 15                         | 0     | 2     |        |
| Total | Total               | 19                  | 0     | 3     | -      | -                   | -                   | 10                  | 0                          | 2                          | 29                         | 0     | 5     |        |
| Quilmes Argentina |                     |                     |       |       |        |                     |                     |                     |                            |                            |                            |       |       |        |
| 2.ª | 2025                | 8                   | 0     | 0     | 1      | 0                   | 0                   | -                   | -                          | -                          | 9                          | 0     | 0     |        |
| Total | Total               | 8                   | 0     | 0     | 1      | 0                   | 0                   | 0                   | 0                          | 0                          | 9                          | 0     | 0     |        |
| Total en su carrera | Total en su carrera | Total en su carrera | 390   | 16    | 33     | 39                  | 1                   | 1                   | 57                         | 1                          | 6                          | 485   | 18    | 40     |
| (1) Las copas nacionales se refiere a la Copa Argentina y Supercopa Argentina (2015). (2) Las copas internacionales se refiere a la Copa Sudamericana, Copa Libertadores, Recopa Sudamericana y Copa Suruga Bank. (3) No incluye datos de partidos amistosos ni categorías inferiores. |                     |                     |       |       |        |                     |                     |                     |                            |                            |                            |       |       |        |

### Selección
| Selección            | Año                  | Amistosos | Amistosos | Amistosos | Total | Total | Total |
| Selección            | Año                  | PJ        | G         | A         | PJ    | G     | A     |
| -------------------- | -------------------- | --------- | --------- | --------- | ----- | ----- | ----- |
| Sub-20 Argentina     | 2005                 | ?         | 0         | 0         | ?     | 0     | 0     |
| Sub-20 Argentina     | 2006                 | ?         | 0         | 0         | ?     | 0     | 0     |
| Sub-20 Argentina     | 2007                 | ?         | 0         | 0         | ?     | 0     | 0     |
| Sub-20 Argentina     | Total                | 15        | 0         | 0         | 15    | 0     | 0     |
| Absoluta Argentina   |                      |           |           |           |       |       |       |
| 2009                 | 1                    | 0         | 0         | 1         | 0     | 0     |       |
| 2012                 | 1                    | 0         | 0         | 1         | 0     | 0     |       |
| 2014                 | 1                    | 0         | 1         | 1         | 0     | 1     |       |
| Total                | 3                    | 0         | 1         | 3         | 0     | 1     |       |
| Total en selecciones | Total en selecciones | 18        | 0         | 1         | 18    | 0     | 1     |

### Resumen estadístico
|                        | Partidos | Goles | Promedio | Asistencias | Promedio |
| ---------------------- | -------- | ----- | -------- | ----------- | -------- |
| Liga                   | 367      | 16    | 0,05     | 33          | 0,19     |
| Copas nacionales       | 18       | 1     | 0,00     | 0           | 0,00     |
| Copas internacionales  | 54       | 1     | 0,00     | 6           | 0,08     |
| Selección de Argentina | 3        | 0     | 0,00     | 1           | 0,33     |
| Total                  | 442      | 18    | 0,04     | 40          | 0,10     |

## Palmarés

### Campeonatos nacionales
| Título                       | Club        | País      | Año    |
| ---------------------------- | ----------- | --------- | ------ |
| Primera División             | River Plate | Argentina | F-2014 |
| Copa Campeonato              | River Plate | Argentina | 2014   |
| Supercopa de Italia          | Milan       | Italia    | 2016   |
| Copa MX                      | Monterrey   | México    | 2017   |
| Primera División de México   | Monterrey   | México    | A-2019 |
| Primera División de Paraguay | Libertad    | Paraguay  | A-2021 |
| Primera División de Paraguay | Libertad    | Paraguay  | A-2022 |

### Campeonatos internacionales
| Título                           | Club        | Sede         | Año  |
| -------------------------------- | ----------- | ------------ | ---- |
| Copa Sudamericana                | River Plate | Buenos Aires | 2014 |
| Recopa Sudamericana              | River Plate | Buenos Aires | 2015 |
| Copa Libertadores                | River Plate | Buenos Aires | 2015 |
| Copa Suruga Bank                 | River Plate | Suita        | 2015 |
| Liga de Campeones de la Concacaf | Monterrey   | Monterrey    | 2019 |

### Distinciones individuales
| Distinción                             | Año  |
| -------------------------------------- | ---- |
| Miembro del Equipo Ideal de América    | 2014 |
| Once Ideal de la Liga MX Apertura 2017 | 2017 |